# Championnats d'Afrique de badminton 2022
Navigation
Kampala 2021 Johannesbourg 2023
Les championnats d'Afrique de badminton 2022 se déroulent du 18 au 20 février 2022 à Kampala, en Ouganda.

## Médaillés
| Épreuve       | Or                                 | Argent                              | Bronze                                       |
| ------------- | ---------------------------------- | ----------------------------------- | -------------------------------------------- |
| Simple hommes | Anuoluwapo Juwon Opeyori           | Brian Kasirye                       | Adham Hatem Elgamal                          |
| Simple hommes | Anuoluwapo Juwon Opeyori           | Brian Kasirye                       | Adel Hamek                                   |
| Simple dames  | Nour Ahmed Youssri                 | Doha Hany                           | Husina Kobugabe                              |
| Simple dames  | Nour Ahmed Youssri                 | Doha Hany                           | Hana Tarek                                   |
| Double hommes | Koceila Mammeri Youcef Sabri Medel | Adham Hatem Elgamal Ahmed Salah     | Abdelrahman Abdelhakim Mohamed Mostafa Kamel |
| Double hommes | Koceila Mammeri Youcef Sabri Medel | Adham Hatem Elgamal Ahmed Salah     | Mohamed Abderrahime Belarbi Adel Hamek       |
| Double dames  | Lorna Bodha Kobita Dookhee         | Amy Ackerman Deidre Laurens Jordaan | Audrey Lebon Estelle Leperlier               |
| Double dames  | Lorna Bodha Kobita Dookhee         | Amy Ackerman Deidre Laurens Jordaan | Nour Ahmed Youssri Doha Hany                 |
| Double mixte  | Koceila Mammeri Tanina Mammeri     | Jarred Elliott Amy Ackerman         | Xavier Chan Fung Ting Ly-Hoa Chai            |
| Double mixte  | Koceila Mammeri Tanina Mammeri     | Jarred Elliott Amy Ackerman         | Jean Bernard Bongout Lorna Bodha             |

## Tableau des médailles
- Pays organisateur (Ouganda)

| Rang  | Nation         | Or | Argent | Bronze | Total |
| ----- | -------------- | -- | ------ | ------ | ----- |
| 1     | Algérie        | 2  | 0      | 2      | 4     |
| 2     | Égypte         | 1  | 2      | 4      | 7     |
| 3     | Maurice        | 1  | 0      | 1      | 2     |
| 4     | Nigeria        | 1  | 0      | 0      | 2     |
| 5     | Afrique du Sud | 0  | 2      | 0      | 2     |
| 6     | Ouganda        | 0  | 1      | 1      | 2     |
| 7     | La Réunion     | 0  | 0      | 2      | 2     |
| Total | Total          | 5  | 5      | 10     | 20    |